# Sút
Sút là bộ phim điện ảnh về bóng đá sản xuất năm 2016 của Việt Nam. Bộ phim được đạo diễn bởi Việt Max, anh cũng kiêm vai trò cùng với Trịnh Đan Phượng và Saubah Swamy.

## Nội dung
Anh em Cường và Khoa cùng lớn lên trong trung tâm bảo trợ xã hội và cùng yêu thích bóng đá. Hai anh em cùng rời trung tâm để lăn lộn kiếm sống, họ cùng tham gia vào đội bóng nghiệp dư Gà Trống. Để kiếm được nhiều tiền hơn, Cường đã tham gia bán độ và dẫn đến cái chết của Khoa. Cường hối hận nên bỏ đi lang thang, sau nhiều biến cố, anh quay lại dẫn dắt dội Gà Trống, thực hiện tiếp ước mơ của Khoa.

## Phân vai
- Hà Hiền vai Cường
- Gin Tuấn Kiệt vai Khoa
- Thành Phạm vai Phong
- Nhung Kate vai Lam
- Tùng Min vai Phi
- Liễu Thị Tuyết Thu vai Má Nguyệt
- Minh Hoàng vai Ông Mạnh
- TùngAge vai Kiệt
- Liêu Anh Kiệt vai Toàn mập
- Củ Tỏi vai Kha
- Cao Hoàng vai Bầu Thắng
- Dương Hoàng Anh vai HLV đội Sóng Thần
- Lưu Tín Xương (PĐD) vai HLV cũ đội Gà Trống
- Thạch Kim Long vai Ông Đạt
- Bá Phú vai Bình luận viên

## Sản xuất
Ca khúc chủ đề của bộ phim là sáng tác của nhạc sĩ Hoàng Huy Long, do Trọng Hiếu và Karik thể hiện, phần hòa âm do nhạc sĩ Dương Khắc Linh phụ trách. Sút hoàn thành quá trình quay trong tháng 8 năm 2016.

## Phát hành
Ngày 2 tháng 11 năm 2016, poster và trailer chính thức được công bố, trước đấy nhà phát hành cũng đã tung ra hai teaser giới thiệu phim.
Tối ngày 23 tháng 11 bộ phim có buổi ra mắt tại Thành phố Hồ Chí Minh, buổi ra mắt khán giả tại HN được tổ chức vào tôi ngày hôm sau - 24 tháng 11.

## Giải thưởng
| Năm  | Giải thưởng         | Đề cử      | Hạng mục                     | Kết quả   |       |
| ---- | ------------------- | ---------- | ---------------------------- | --------- | ----- |
| 2017 | Giải Cánh diều 2016 | (bộ phim)  | Phim điện ảnh                | Bằng khen | [ 6 ] |
| 2017 | Giải Cánh diều 2016 | Hà Hiền    | Nam diễn viên chính xuất sắc | Đoạt giải | [ 6 ] |
| 2017 | Giải Cánh diều 2016 | Bob Nguyễn | Quay phim xuất sắc           | Đoạt giải | [ 7 ] |